# Паприка (фільм)
«Паприка» (італ. Paprika) — кінофільм режисера Тінто Брасса.
Прем'єра фільму відбулася 13 лютого 1991 року в Італії.

## Сюжет
Фільм є переробкою роману Фанні Хілл. Молода красива дівчина приходить в публічний будинок. Його адресу їй дав наречений, вона думає пробути в ньому 2 тижні, і заробити грошей на весілля і їх майбутнє. Її зустрічає господиня і розповідає про особливості роботи. Вона знайомиться з іншими дівчатами і їй дають прізвисько Паприка. Паприка отримує задоволення від своєї роботи, але незабаром з'ясовується, що наречений їй зраджує.
У фільмі, крім еротичного змісту, Тінто Брасс показує історію публічних будинків (тоді в Італії вони ще не були заборонені), життя повій. Їх непрості відносини з навколишніми чоловіками: сутенерами, сім'єю, клієнтами.

## В ролях
- Дебора Капріольйо — Паприка
- Стефан Феррара — Рокко
- Мартін Брохард — мадам Коллет
- Стефан Боннет — Франко
- Россана Гавінел — Джина
- Ренцо Рінальді — граф Бастіано
- Ніна Солдано — журналістка
- Джон Стейнер
- Валентайн Демі
- Ріккардо Гарроне
- Пол Мюллер
- Карла Салерно
- Дебора Калі